# T&E Soft
 (décembre 2020).
Si vous disposez d'ouvrages ou d'articles de référence ou si vous connaissez des sites web de qualité traitant du thème abordé ici, merci de compléter l'article en donnant les références utiles à sa vérifiabilité et en les liant à la section « Notes et références ».
T&E Soft (pour Technology and Entertainment Software) est une société japonaise de développement de jeux vidéo fondée en 1982. Bien qu'elle ait travaillé sur une grande variété de genres de jeux, elle est surtout connue pour ses jeux de golf. 

## Jeux édités

### 3DO
- Pebble Beach Golf
- Wicked 18

### MSX
- Hydlide
- Undead Line

### PlayStation
- Cu-On-Pa
- Sonata

### Super NES
- BUSHI Seiryūden: Futari no Yūsha
- Cu-On-Pa
- Waialae Country Club
- Wicked 18

### Virtual Boy
- Golf
- Papilon Country Golf
- Red Alarm

## Jeux développés

### 3DO
- Pebble Beach Golf

### Mega Drive
- Pebble Beach Golf Links
- Psy-O-Blade
- Super Hydlide Un nom différent du portage d'Hydlide 3
- Undead Line

### Master System
- Undead Line

### MSX
- Daiva 4
- Daiva 5
- Greatest Driver
- Hydlide
- Hydlide II: Shine of Darkness
- Hydlide 3: The Space Memories
- Laydock
- Laydock 2
- Super Laydock
- Psy-O-Blade
- Rune Worth
- Undead Line

### Famicom/NES
- Hydlide Special sur Famicom.  Hydlide sur NES.
- Hydlide 3

### Nintendo 64
- Waialae Country Club: True Golf Classics
- Masters '98: Haruka Naru Augusta

### Nintendo DS
- True Swing Golf

### PC
- Blaze and Blade: Eternal Quest

### PlayStation
- Blaze and Blade: Eternal Quest
- Cu-On-Pa
- Sonata

### PlayStation 2
- Disney Golf[2]
- Swing Away Golf

### Saturn
- Virtual Hydlide

### Super NES
- Cu-On-Pa
- Power Lode Runner
- Waialae Country Club

### Virtual Boy
- 3D Tetris
- Golf
- Papilon Country Golf
- Red Alarm